# Lockheed S-3 Viking
Lockheed S-3 Viking là một loại máy bay chống ngầm hai động cơ của Hải quân Hoa Kỳ.

## Biến thể

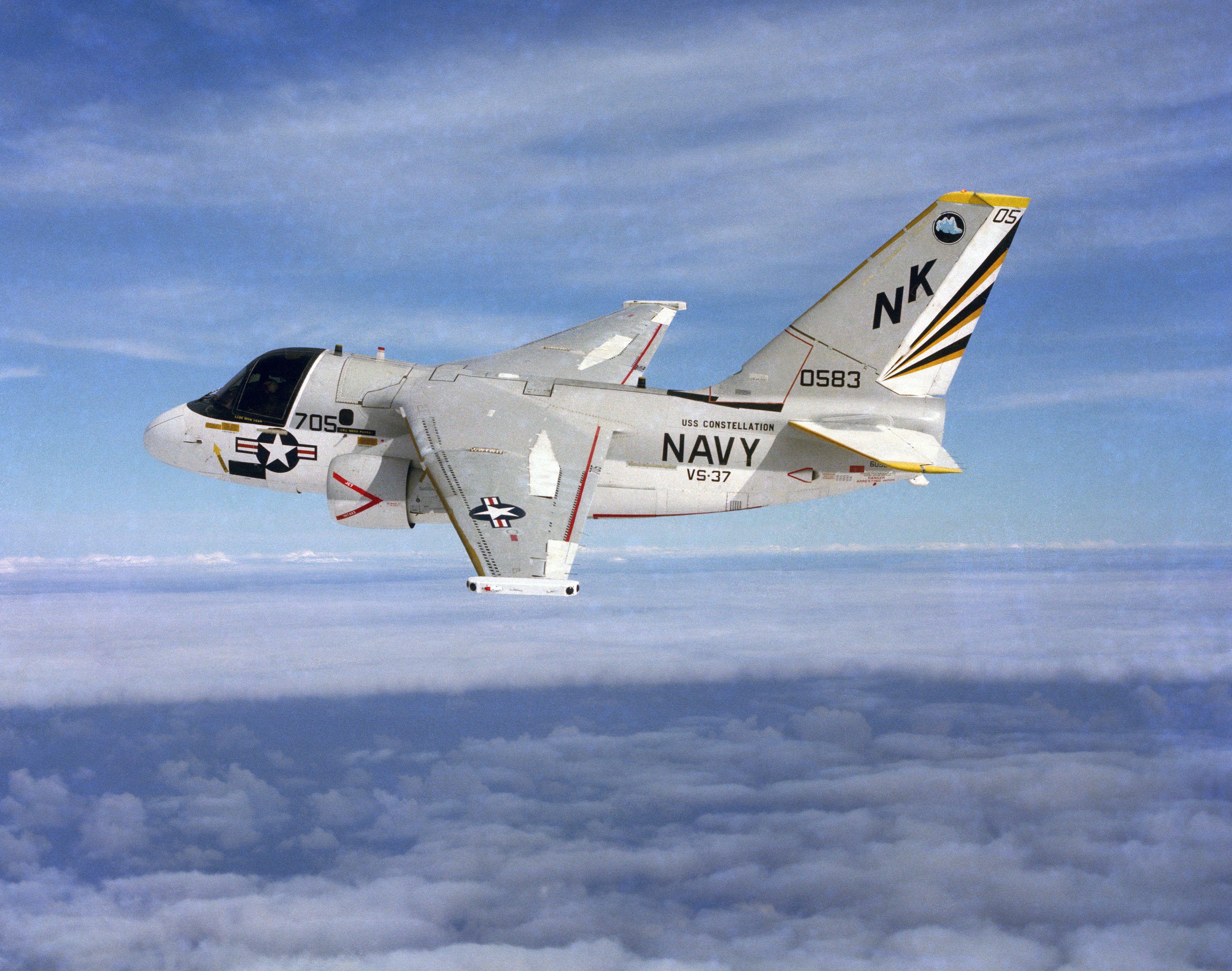
S-3A thuộc VS-37, USS Constellation, 1986

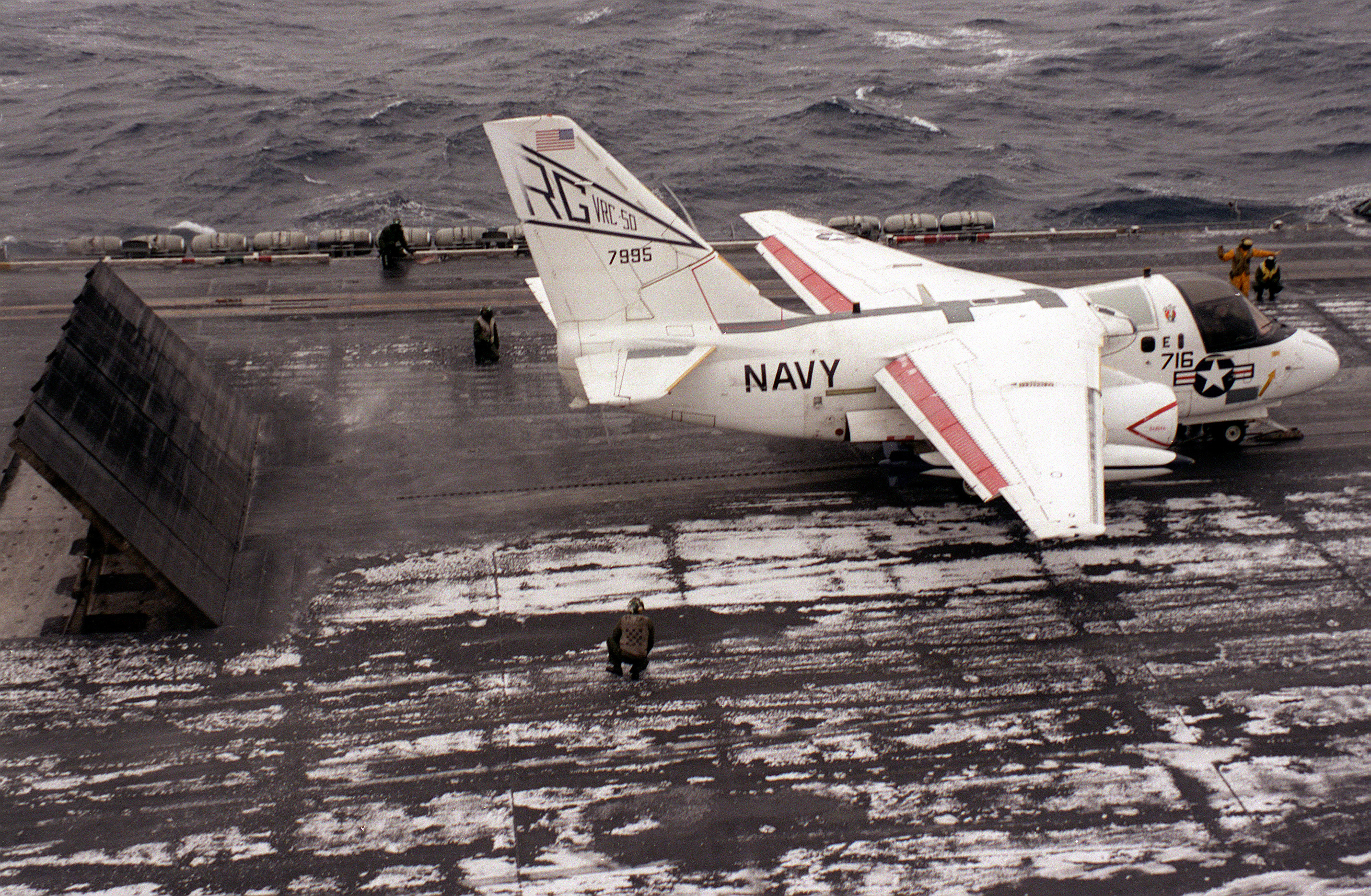
US-3A thuộc VRC-50 năm 1987

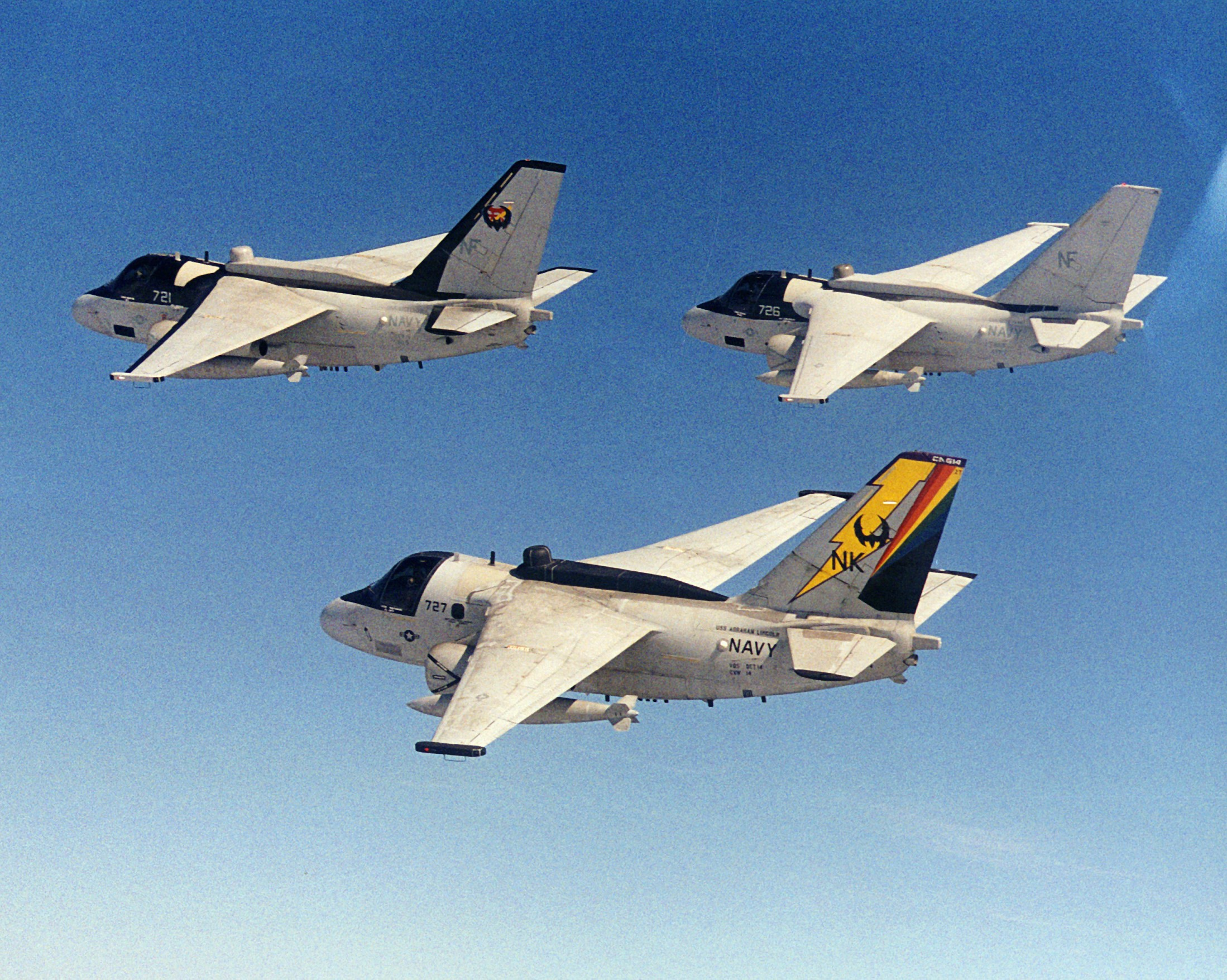
ES-3A thuộc VQ-5

S-3A

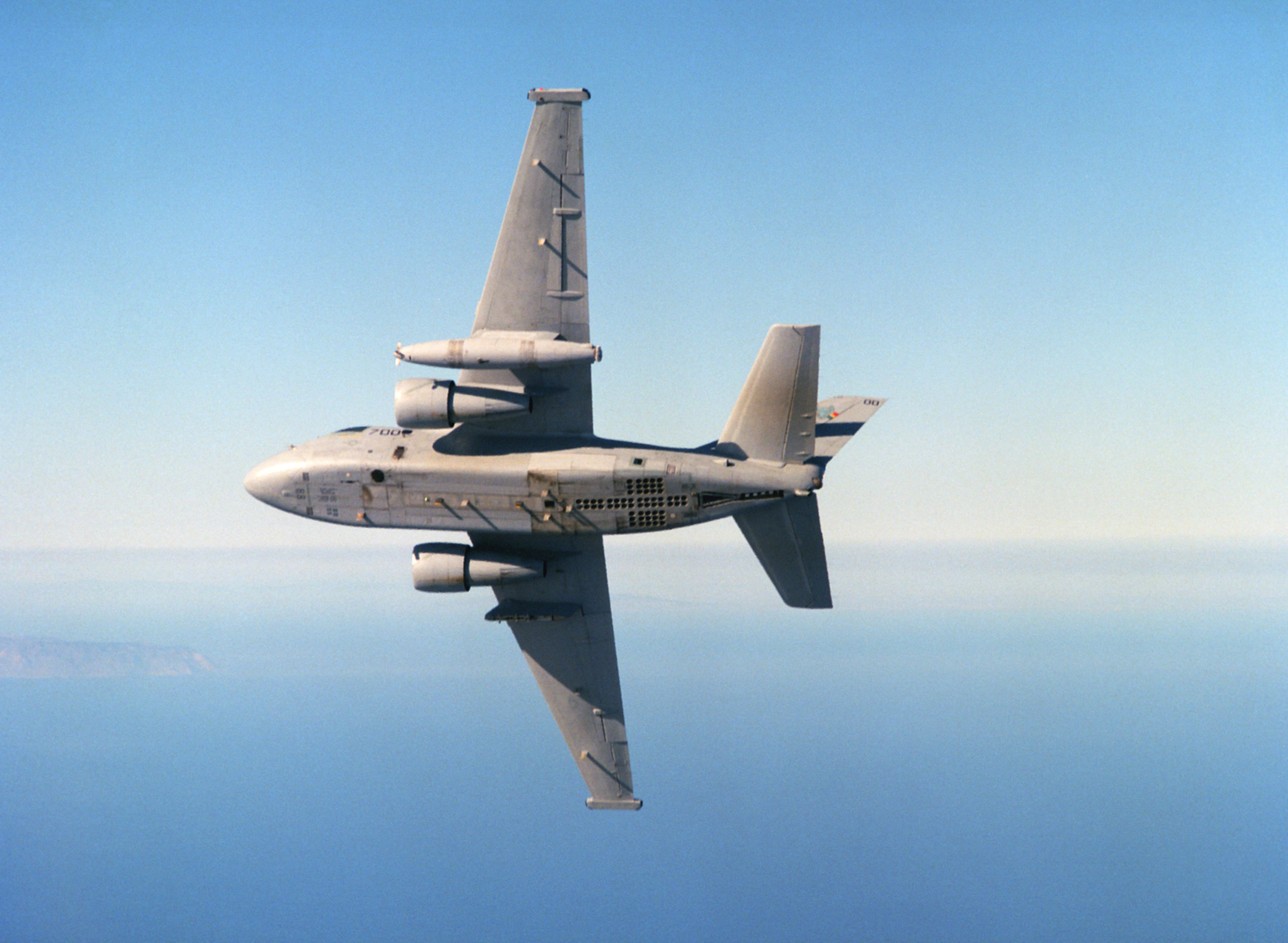
S-3B
ES-3A Shadow
KS-3A
KS-3B
US-3A
Aladdin Viking
Beartrap Viking
Calypso Viking
Gray Wolf Viking
Orca Viking
Outlaw Viking
NASA Viking

## Quốc gia sử dụng
Hoa Kỳ
- Hải quân Hoa Kỳ
- NASA

## Tính năng kỹ chiến thuật (S-3A)
Dữ liệu lấy từ Standard Aircraft Characteristics
Đặc điểm tổng quát
- Tổ lái: 4
- Chiều dài: 53 ft 4 in (16,26 m)
- Sải cánh: 

  - Thường: 68 ft 8 in (20,93 m)
  - Gập: 29 ft 6 in (9 m)
- Chiều cao: 22 ft 9 in (6,93 m)
- Diện tích cánh: 598 ft² (55,56 m²)
- Trọng lượng rỗng: 26.581 lb (12.057 kg)
- Trọng lượng có tải: 38.192 lb (17.324 kg)
- Trọng lượng cất cánh tối đa: 52.539 lb (23.831 kg)
- Động cơ: 2 × General Electric TF34-GE-2 kiểu turbofan, 9.275 lbf (41,26 kN) mỗi chiếc

 Hiệu suất bay 
- Vận tốc cực đại: **429 kn (493 mph, 795 km/h) trên mực nước biển
  - Mach 0.79, 450 kn (514 mph, 828 km/h) trên độ cao 20.000 ft (6.100 m)
- Vận tốc hành trình: 350 kn (405 mph, 650 km/h)
- Thất tốc: 97 kn (112 mph, 180 km/h)
- Tầm bay: 2.765 nm (3.182 mi, 5.121 km)
- Tầm bay chuyển sân: 3.368 nm (3.875 mi, 6.237 km)
- Trần bay: 40.900 ft (12.465 m)
- Vận tốc leo cao: 5.120 ft/phút (26 m/s)
- Tải trên cánh: 68,5 lb/ft² (334 kg/m²)
- Lực đẩy/trọng lượng: 0,353

Trang bị vũ khí

- Lên tới 4.900 lb (2.220 kg) gồm:
  - 10 × bom Mark 82 500 lb (227 kg)
  - 2 × bom Mark 83 1000 lb (454 kg)
  - 2 × bom Mark 84 2000 lb (908 kg)
  - 6 × bom chùm CBU-100
  - 2 × ngư lôi Mark 50
  - 4 × ngư lôi Mark 46
  - 6 × mìn hoặc bom chống ngầm
  - 2 × bom hạt nhân B57
  - 2 × tên lửa AGM-65E/F Maverick
  - 2 × tên lửa AGM-84D Harpoon
  - 1 × tên lửa AGM-84H/K SLAM-ER

Hệ thống điện tử

- AN/APS-116 sea search radar, maximum range 150 nmi (173 mi, 278 km)
  - Upgraded on S-3B to AN/APS-137 Inverse Synthetic Aperture Radar (ISAR)
- OR-89 forward looking infrared (FLIR) camera with 3x zoom
- AN/ARS-2 sonobuoy receiver with 13 blade antennas on the airframe for precise buoy location (Sonobuoy Reference System)
- AN/ASQ-81 magnetic anomaly detector (MAD)
- AN/ASN-92 Inertial navigation system (INS) with doppler radar navigation and TACAN
- Lên tới 60 sonobuoys (59 tactical, 1 Search and Rescue)